# 馬中驥 (嘉靖進士)
馬中驥（1494年—？年），字惟德，號頤菴，四川成都府新都縣人，明朝政治人物。

## 生平
由國子生中式四川鄉試第三十一名舉人，嘉靖十一年（1532年）壬辰科会试第七十四名，第三甲第二百一十一名進士。觀戶部政，授宁波府推官，陛戶部主事卒。

## 家族
曾祖馬程；祖馬宗義；父馬先；母林氏。嚴侍下，妻李氏，弟中龍；中駿；中騄，子致遠；道遠；行遠；渉遠；屇遠。